# 熊狸
熊狸（学名：Arctictis binturong；英文名：Binturong、Bearcat），又名貄貓、熊灵猫，是一种灵猫科动物。熊狸属于蹠行动物，行走的时候脚掌着地，像熊；熊狸的眼睛会遇强光变成一道竖缝，像猫；熊狸的名字就是从这两点相似性来的。

## 分布
熊狸生活在雨林里，长年在树上活动。熊狸广泛分布于东南亚、越南、婆罗洲、马来西亚、印尼、菲律宾等。中国的云南（西部和南部）、广西（南部）、西藏（东南部）也有分布。因为砍伐森林行为严重破坏了它们的栖息地，加上偷猎使其数量骤减。在很多国家熊狸现在已经处于濒危状态。熊狸有三个亚种。半岛亚种分布在菲律宾，其余亚种分布在菲律宾以外的地方。半岛亚种是体形最大的亚种。

## 特点
熊狸是一种夜行动物，白天在树上睡觉，晚上出来活动。
熊狸身长为60～95厘米，重9～14公斤。尾巴的长度几乎等同于躯干的长度。作为灵猫科成员，熊狸有很多特立独行的地方。熊狸是灵猫科中体形第二大的种类，雌性体形比雄性大出20％。同时，熊狸也是灵猫科中唯一长素色皮毛的动物，其他灵猫科成员一般都带斑纹。熊狸雌性性器官居然长得像雄性的性器（长有阴蒂骨之故，这点类似鬣狗类），事实上，这种雌雄性器相似是猫型亚目的一种原始特征的遗留。
另外，熊狸也是灵猫类中唯一具有捲纏尾的物種。它的尾巴长有蓬松粗糙的毛，具有抓握功能，能起到第五只手的功能。实际上，只有两种食肉目动物的尾巴有此功能，熊狸是其中之一。而且在东半球，熊狸还是唯一尾巴有抓握功能的哺乳动物。熊狸长小圆耳，小眼睛。虽然属于食肉目，但是犬齿不发达，切齿也不如其他食肉类那么特化。主食果子，也取食鸟卵、嫩叶、啮齿动物和小鸟。仍然如同熊一样，熊狸是一种归入食肉目的杂食动物。
熊狸在受威胁的时候会变得异常凶猛，而在开心的时候会发出咯咯笑的声音。人工饲养下熊狸能活20年，最高记录26年。在同等体形的动物中已经算是高寿了。
熊狸会爬树，能在树枝间跳跃攀爬寻找食物，同时用尾巴缠绕树枝协助维持平衡。它们的后肢能往后弯曲很大的角度，便于头朝下从树上爬下来。
熊狸用位于尾部的嗅腺在树上蹭擦来标记领土，与同类进行嗅觉交流，在树上爬的时候，会留下一道道的嗅痕。熊狸嗅腺分泌的物质气味常常被形容为“类似热爆米花”。

## 繁殖

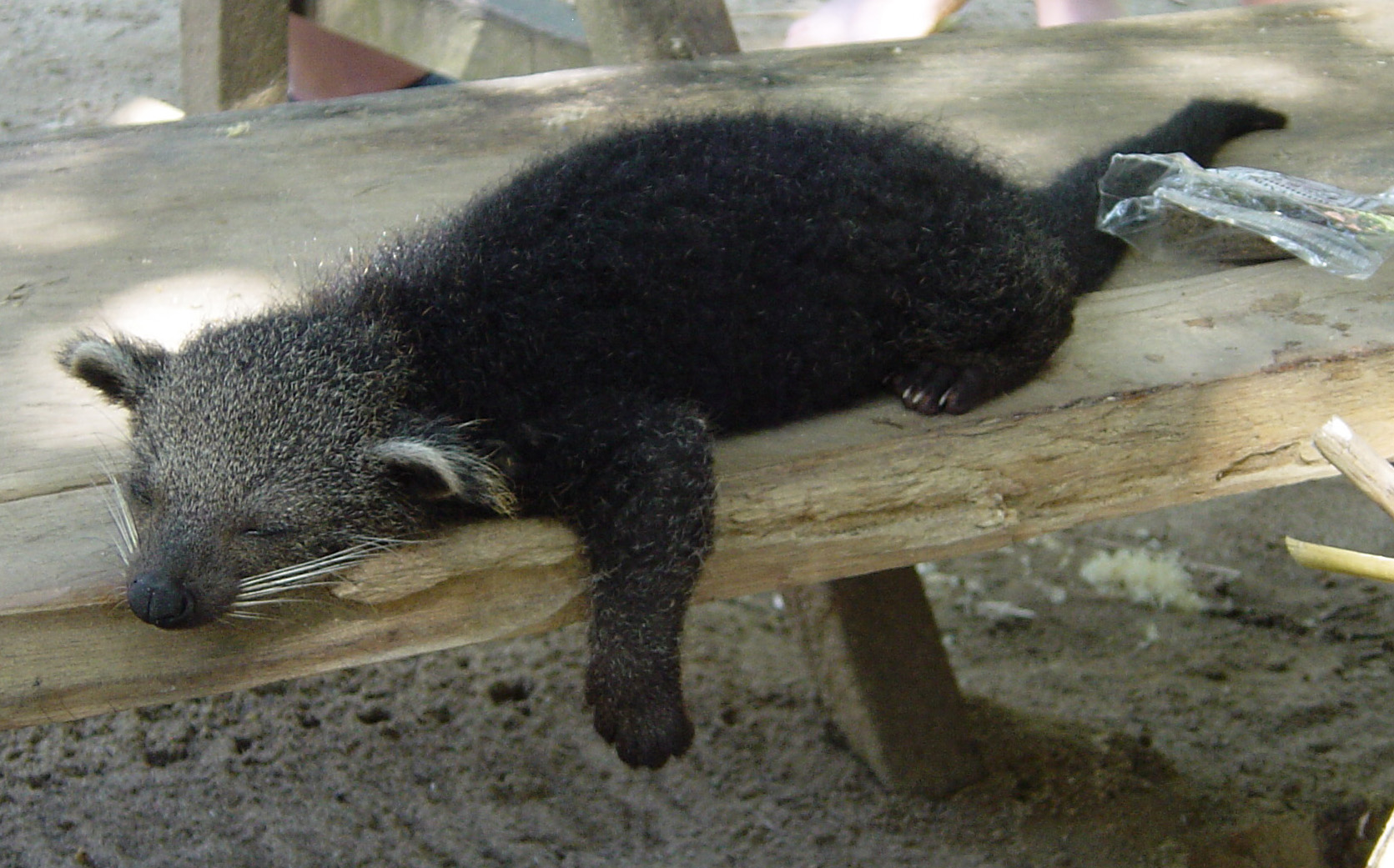
馬來西亞的原住民饲养的小熊狸趴在长凳上睡觉

- 发情期: 81 天
- 孕期: 91 天
- 每次产仔: 一般2仔（最高6仔）
- 性成熟期：1年

## 起源
熊狸是灵猫科动物。灵猫科动物最早出现在渐新世，是从猫型亚目（包括猫科和鬣狗科）的共同祖先分离开来的。

## 其他
- 马来西亚的原住民常将熊狸作为宠物饲养。
- 美國紐約州立大學賓罕頓分校以熊狸作為吉祥物。
- 曾有种说法认为熊狸不会绕逆时针方向转圈，后被证明是错误的。